# Amarinus paralacustris
Amarinus paralacustris is een krabbensoort uit de familie van de Hymenosomatidae. De wetenschappelijke naam van de soort is voor het eerst geldig gepubliceerd in 1970 door Lucas.